# 第四次十字军东征
第四次十字軍東征（1202-1204年）是由教宗发起的一次西方天主教世界军事行動，目的本來是要进攻阿尤布王朝所在的埃及，解放被穆斯林控制的圣城耶路撒冷。然而一系列經濟和政治事件最終導致十字軍軍隊攻陷君士坦丁堡，這座被东方基督徒所控制的東羅馬帝國首都。
1202年末，經濟问题让十字军帮協助運送工作的威尼斯人圍攻扎拉，换取前往耶路撒冷的路费。因为扎拉雖然是威尼斯死對頭，但也是天主教的地区，教宗在战后绝罚参战的十字军，後來不了了之後，此次十字軍繼續備戰。等到1203年1月，当十字军重新规划前往耶路撒冷的路线时，十字军的领导人答应拜占庭的落魄王子阿莱克修斯四世请求，他们决定前往君士坦丁堡，帮助他因政变被废的父亲夺回皇位；作为报酬，拜占庭帝国将会在事成之后为他们提供经济和军事上的援助。1203年1月23日，十字军的大部队集结于君士坦丁堡，小部分前往阿卡。
1203年8月，随着君士坦丁堡之围的胜利，阿莱克修斯四世與其父被重新拥立为拜占庭帝国的共主，然而施政的無能導致民怨四起。尔后在1204年1月，阿莱克修斯四世在民众的叛乱中被废黜；这也意味十字军将不会得到阿莱克修斯四世承诺过的回报。1204年2月8日，阿莱克修斯四世被谋杀，这促使十字军决心进攻君士坦丁堡討債。1204年4月，他们攻陷并洗劫这座当时基督教世界中最大的城市，此后，只有极少数的十字军继续前往圣地。第四次十字军东征结束8年后（1212年），传说有30,000名儿童组成一支儿童十字军（也稱童子軍）。不过现在学界普遍认为这支队伍实际上并不是由儿童，而是由流浪汉组成的。这些人基本上没有人成功到达圣地，其中有一些人没能回家而被贩卖为奴。
大戰过后，威尼斯共和国占去原东罗马帝国3/8的领土（包括爱琴海，亚得里亚海沿岸许多港口和克里特岛）。十字军则以君士坦丁堡为中心建立拉丁帝国和两个附庸于君士坦丁堡的拉丁帝国的国家，分別是雅典公国和亚该亚侯国。1261年拉丁帝国被推翻，东罗马帝国复国，但是其实力已大不如前。
第四次十字军是加深东西教会大分裂局面的最重要行动之一，并对日渐衰弱的拜占庭帝国造成不可挽回打击；它也为几世纪后奥斯曼帝国征服安纳托利亚和巴尔干半岛铺平道路。

## 背景
耶路撒冷被基督教、伊斯兰教和犹太教共同奉为圣地，其周边的地区在8世纪以前属于拜占庭帝国，后被穆斯林占据。在第一次十字军东征时，圣战军队攻入耶路撒冷，并在这里建立耶路撒冷王国，并延续88年。1187年阿尤布王朝的苏丹萨拉丁陆续攻克由法兰克人建立的耶路撒冷王国的城池，并最终占领耶路撒冷这座历史悠久的三教圣地。因此萨拉丁领导的穆斯林王朝对耶路撒冷的占领极大刺激西欧天主教国家；甚至有传言认为教宗乌尔巴诺三世因為此事惊愕而死，但从时间上测这种消息不太可能为真。耶路撒冷被攻克后，第一次十字军成果仅存于海岸边的三座城市：泰尔、的黎波里以及安条克。
耶路撒冷的沦陷在欧洲直接引发了英法德三国国王率领的第三次十字军东征。1189年至1192年，第三次十字军东征宣称收复大量耶路撒冷王国的土地，包括阿卡和雅法，但重夺耶路撒冷的作战失败，最终不了了之。前两次圣战的经历使得这两个基督教文明之间巨大文化差异得到缓解，但此次圣战使得西欧国家与拜占庭帝国之间的紧张局势升级。拉丁人认为拜占庭对外交和战争贸易偏好是堕落且失格的，认为他们对穆斯林的宽容和同化政策是对信仰背叛。就拉丁人而言，富有的拜占庭人仍然在文化上、组织上和社会上占据更强势的位置。

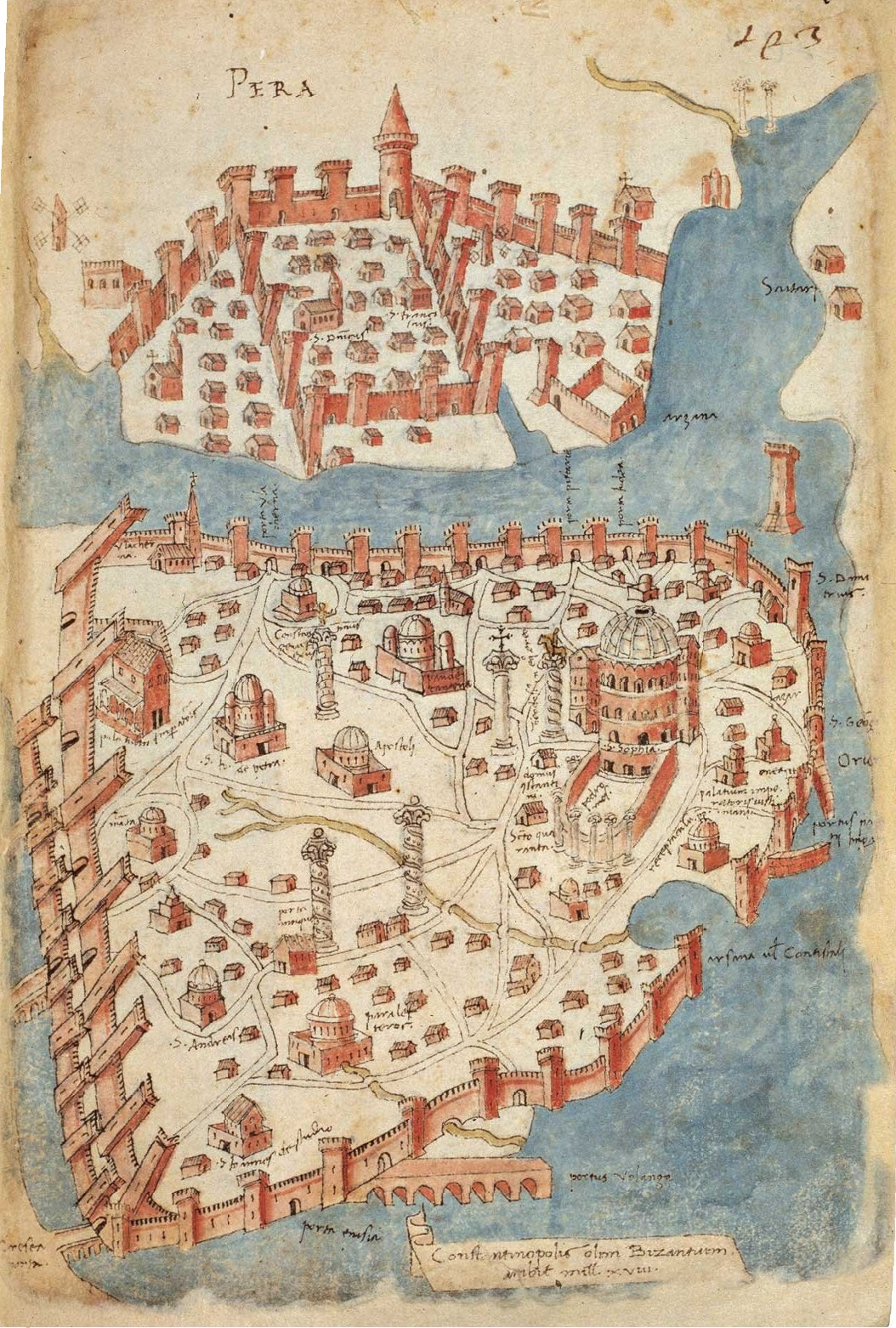
中世纪的君士坦丁堡

在第四次十字军东征时，君士坦丁堡作为罗马帝国的首都已经存在874年，是基督教世界中最大最富盛名的城市。当时约有50万人住在君士坦丁堡13英里长的三层城墙中，城里建有公共浴场，论坛，纪念碑和渡槽，并在工作形式上保留古罗马的公民结构，在中世纪的城市中独树一帜。优越地理位置让君士坦丁堡不仅仅是东罗马帝国的首都，还是地中海至黑海、波斯、印度和中国贸易路线上重要的商业中心。因此，对急于扩张的西方的新兴国家，尤其是威尼斯共和国来说，它既是贸易上的竞争对手，又是诱人的目标。
神圣罗马帝国的皇帝腓特烈一世，第三次十字军东征的领袖之一，公开谋划与塞尔维亚人、保加利亚人、拜占庭的反动派甚至是塞尔柱帝国的穆斯林一起，发起对东正教拜占庭人的圣战，并一度寻求教宗对此事的支持。 十字军还夺取拜占庭在塞浦路斯岛上的土地，“狮心王”理查一世将土地卖给圣殿骑士团，而非归还给拜占庭帝国。腓特烈一世在第三次十字军的途中溺毙于河水中，在他死后，他的士兵很快便作鸟兽散，留下渡海而来的法兰西和英格兰的军队继续抗击萨拉丁。1195年，腓特烈一世的儿子和继承人亨利六世试图透过召集新的十字军来消除这种耻辱。1197年，两位大主教、九位主教和五位公爵领导着大量的日耳曼骑士与贵族前往巴勒斯坦。他们战功颇丰，但因为亨利六世在前往墨西拿的途中病死，许多贵族回到欧洲。在此事件的影响下，十字军们在埃及军队面前惊慌失措，逃回到泰尔的船上。
同样也是在1195年，拜占庭皇帝伊萨克二世因為其兄的宫廷政变被废。继任者阿莱克修斯三世弄瞎伊萨克二世（拜占庭对叛国罪的传统惩罚）并将其流放。伊萨克二世不仅在战场上无能，在统治国家上也毫无建树，他的一系列举措让拜占庭财富大为缩水，很多都流进威尼斯海军的口袋；他还无度将武器和补给品分发给他的支持者们，这也被认为是大大削弱拜占庭的国防力量 。但继任者阿莱克修斯三世也没有多大改善。阿莱克修斯三世为稳固自己的位置，用尽国内的金库，他试图获得边境地区半自治军阀们的支持，但这种行为破坏中央政府的威信；他也没能履行自己在国防和外交上的职责，拜占庭的首席海军将领米海尔·斯泰福鲁斯（阿莱克修斯三世的连襟）甚至还传言曾經出售海军的装备，牟取私利。

## 十字軍的開始
1198年1月，依诺增爵三世继任为新的教宗，他在教宗诏书中，他将发起一次新的圣战作为他的首要目标。不過，他的號召在很大程度上被歐洲各國统治者们所忽略。彼时的日耳曼人正不断挑战教宗权威，法兰西人和英格兰人正陷入胶着的战争中。不過，在1199年，诺森三世的使者納伊的福爾克參加香槟伯爵蒂博三世的比武大會，號召貴族進行聖戰，在福爾克的煽動下，香檳伯爵蒂博三世和布盧瓦伯爵路易一世等人宣誓加入十字軍，而在蒂博三世等人的帶動下，又有大批貴族和封建騎士紛紛加入十字軍。最後，香檳伯爵蒂博三世被選為十字軍的領導人，但他在1201年突然去世，十字军统帅被换成義大利的蒙費拉托侯爵波尼法喬一世。
1200年，十字军领导人们向威尼斯、热那亚以其其他城邦派去使者，商议运送十字军前往埃及进行圣战的合同。过去的东征里，战士们需要经过安纳托利亚，那里的领土们通常对十字军抱有敌意，所以十字军的行军十分缓慢和不便。彼时的埃及由穆斯林统治，他们是东地中海上的主导力量，同时也是威尼斯重要的贸易伙伴。因此，对埃及的进攻需要强大的海军力量与船只。热那亚对此事并无兴趣，十字軍便找上威尼斯人。1201年3月，十字軍派出代表團同威尼斯共和國的總督恩里科·丹多洛進行運輸合同談判，不久便達成以下協議：
1. 十字軍將由4,500名騎士（以及4,500匹馬），9,000名隨從和2萬名步兵所組成。總計33,500人。
2. 威尼斯人提供為期一年的運送服務和提供其補給。
3. 威尼斯率領50艘戰船，和6,000人參戰。
4. 十字軍需支付85,000銀馬克（約為英法兩國國王薪水的兩倍），並在出發前付清，以及所得戰利品的一半。

1202年十月初从威尼斯出发的十字軍大多都來自法兰西，包括布盧瓦、香檳、亞眠、聖波爾地区，法蘭西島和勃艮第。歐洲其他幾個地區也派出大量特遣隊，如佛兰德和蒙菲拉托，以及神圣罗马帝国，他们与由威尼斯总督恩里科·丹多洛率领的水手们一道组成同盟。十字軍預計將於1203年6月24日起航，直接前往阿尤布王朝首都開羅，該協議得到的批准，唯一的禁令是禁止攻擊任何基督教國家。

## 圍攻扎拉

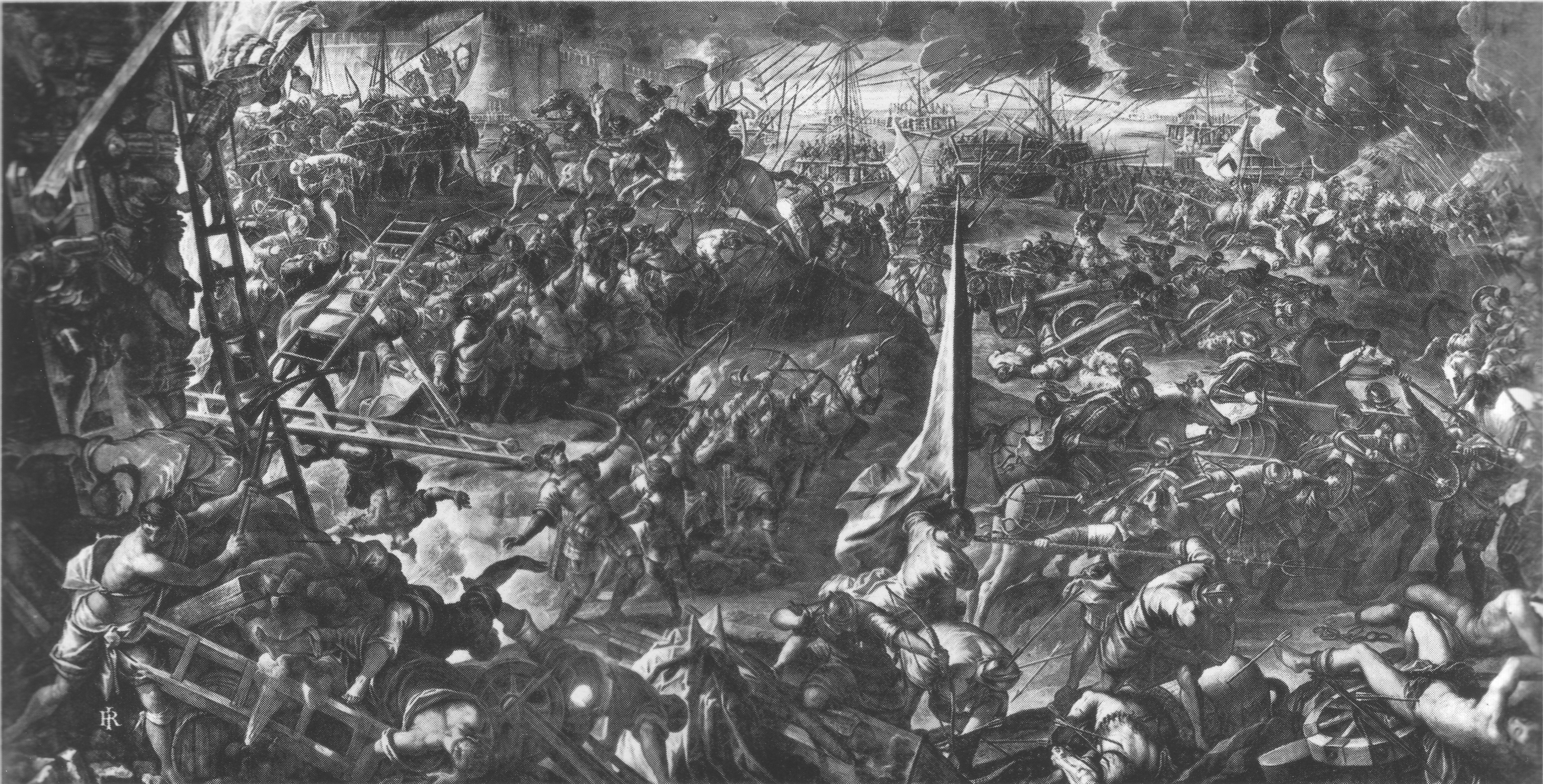
十字军征服札拉, 丁托列托

十字军并没有严格规定所有人都必须从威尼斯起航，因此，许多人选择从其他港口出海，比如马赛、佛兰德和热那亚。1202年五月，十字军的大部队集结于威尼斯，但人数远少于预期：只有12,000人来到这里，包括4,000至5,000名左右的骑士还有8,000名水手，而预计的人数为33,500人。在威尼斯方面，威尼斯人已经履行部分的承诺，他们集结50艘桨帆船和450艘运输船，足够运输三倍于十字军人数的人员。威尼斯人此时正处于总督丹多洛的领导下，丹多洛时年八十多岁，是个盲人，他不允许十字军在未付清协议上规定款项的情况下出海。协议原定十字军向威尼斯人支付85,000马克，但十字军此时只能凑出35,000马克。丹多洛总督威胁十字军，如果不付清钱，他将一直把十字军滞留在威尼斯，于是十字军又兜尽家底，再凑出14,000马克，这令他们彻底一穷二白。这件事对威尼斯同样也是灾难性的影响，他们为准备十字军的远征，耽搁很多贸易上的事情，他们需要调集两万至三万人来管理这只庞大的舰队，而威尼斯的总人口一共不过十万。
丹多洛和威尼斯人对十字军的所作所为极为不满，十字军现有的钱实在无法令他们满意，但解散现有的海军部队会给威尼斯造成极大名誉损害，并且也会给财政和经济上带来损失。丹多洛提议十字军可以透过恐吓亚得里亚海沿岸港口的方式来偿还他们债务，并最终把目标定在札拉港。这座城市在12世纪时，经济上曾经由威尼斯人统治，但1181年该城发生叛变，并与匈牙利和克罗地亚的共主伊姆雷联合。威尼斯随后发起过多次收复札拉的尝试，但都以失败告终，1202年，该城在经济上彻底独立，政治上则获得匈牙利国王的保护。
伊姆雷国王是一个天主教徒，并在1195年至1196年参加十字军。许多十字军展示反对攻击札拉，以莱斯特伯爵西蒙为首的反对派甚至拒绝参战，并直接打道回府。虽然教宗使节，伯多祿枢机支持十字军透过一些必要行为来避免圣战的彻底失败，但教宗仍然对事情的发展做警告，并写信给十字军的领导人，威胁要将他们全部绝罚。
1202年，依诺增爵三世虽然希望透过十字军来鞏固天主教对拜占庭的权威，但仍然禁止十字军对他们的天主教近邻做出任何穷凶恶极举动。然而，十字军大部队并不知道这封信的事情。他们在1202年的11月10日至11日抵达札拉港，并展开进攻。札拉居民透过在城墙和窗户上悬挂十字旗方式来提醒他们也是天主教徒的事实，但这仍然无法阻止这座城市在11月24日倒塌的结局。札拉遭到大规模的劫掠，十字军和威尼斯人对所得赃物进行分赃。使命既成，十字军的领导同意留在札拉过冬，并思考他们的下一步计划。札拉城的防御工事则被威尼斯人夷为灰烬。
依诺增爵三世听闻此事后勃然大怒，他绝罚参与的十字军战士，并命令他们赶紧前往他们在宣誓中所说的耶路撒冷。十字军的领导人由于担心军队会因此解散，没有把消息告诉十字军战士们。但后来，依诺增爵三世考虑到十字军战士其实是受到威尼斯人的胁迫，他还是撤销所有对非威尼斯人的绝罚。

## 转进君士坦丁堡

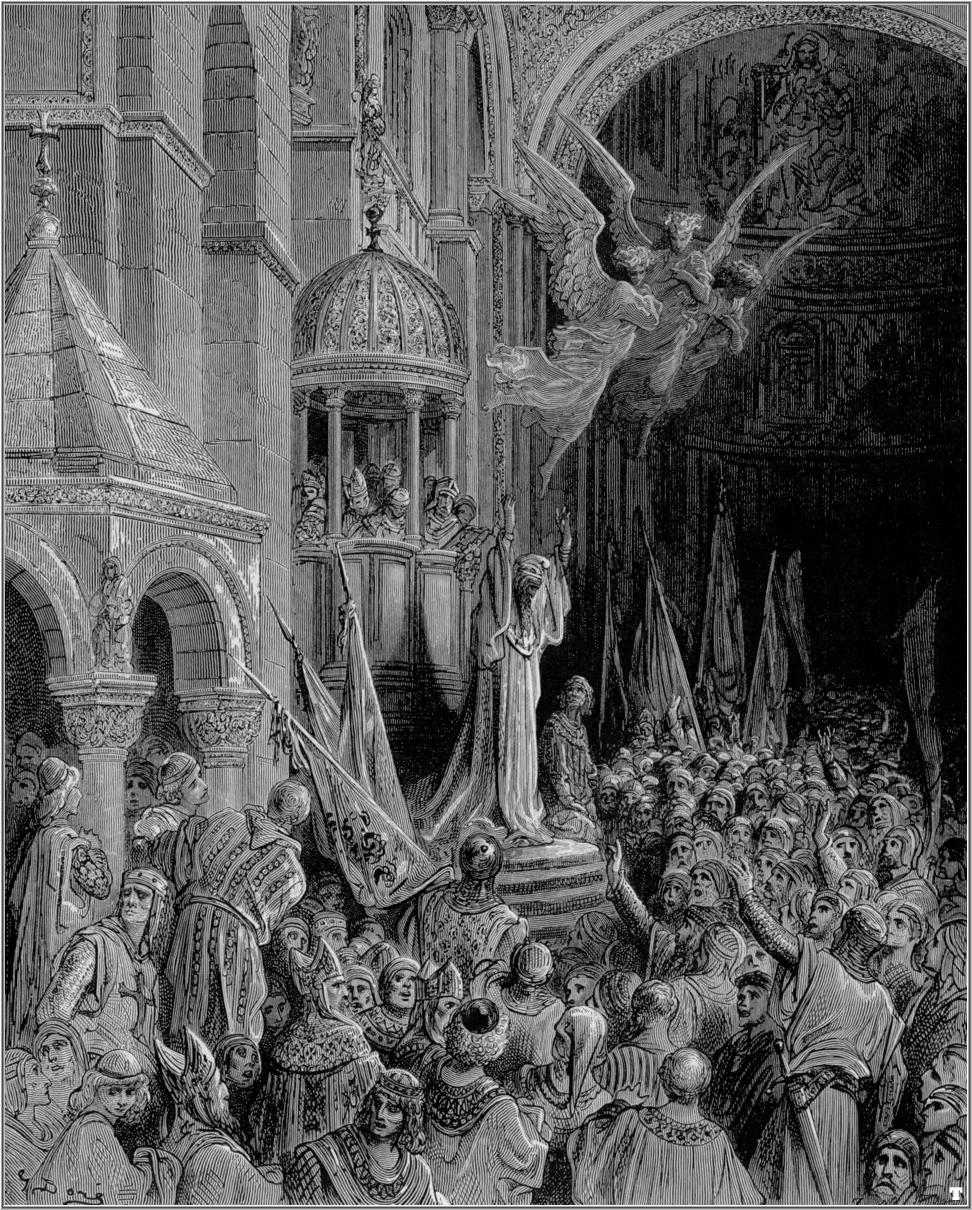
丹多洛勸誡十字軍，古斯塔夫·多雷

威尼斯共和国与拜占庭帝国的商业竞争，还有拉丁大屠杀所带来的回忆，都很大程度上加剧威尼斯人对拜占庭的敌意。根据诺夫哥罗德人撰写的回忆录，威尼斯总督恩里科·丹多洛的眼盲便是在1171年在拜占庭时被害患上的，因此他对于拜占庭帝国也怀有一些个人的恨意。
于此同时，伯爵蒙特费拉的博尼法斯在船队从威尼斯启航前离开船队，前去拜访他的表兄弟施瓦本公爵菲利普。他这么做的原因如今还在争论中：有人认为他是知晓威尼斯攻打扎拉的计划后决定离开，避免被教宗绝罚；又或者他是去见拜占庭王子阿莱克修斯四世，他是菲利普的小舅子，被废拜占庭皇帝的儿子。阿莱克修斯四世于1201年逃到菲利普的帐下，但尚不清楚博尼费斯是否知道这件事。阿莱克修斯四世在那里承诺，只要十字军愿意前往拜占庭帮助他推翻继位的皇帝阿莱克修斯三世，他将偿还十字军欠威尼斯人的所有欠款，给十字军二十万银币，为十字军提供一万名拜占庭士兵，在圣地维持500名骑士，拜占庭海军将负责将十字军运到埃及，东正教也将归于教宗的麾下。
1203年1月1日，十字军在札拉过冬时，这份诱人的报价被递到他们手中。总督丹多洛坚决支持这个计划。然而，依据他早年在拜占庭担任大使的经历，以及那么知道拜占庭政治是如何运作的人观点，他大概知道这份承诺无法兑现，任何一个拜占庭皇帝都筹不到承诺里提到的这么多钱，更别说是募集军队，甚至还要将东正教交给罗马教廷。伯爵博尼费斯同意这个请求。阿莱克修斯四世和他一起离开扎拉，前往科孚岛。在丹多洛的贿赂下，大多数十字军领导人也都同意这项计划。但也有人持不同意见。那些拒绝参加袭击君士坦丁堡计划的人在蒙米拉伊的雷诺带领下航行到叙利亚。其余的60架桨帆战舰，100匹马力运输工具和50辆大型运输工具的船队（整个船队由10,000名威尼斯划桨手和海军陆战队人员操纵）于1203年4月下旬起航。 此外，舰队还携带300台攻城机器。教宗听取他们的决定后没有直接谴责，他下令禁止对基督徒的任何进一步袭击，除非他们阻碍十字军的事业。
1203年6月23日，十字军抵达君士坦丁堡的时候，这座城市有约50万人，15000名驻军（包括5000名瓦良格人），20条战舰。囿于财政和政治上的原因，君士坦丁堡的永久守军仅由精锐卫队和小规模专业化部队组成。从前，在君士坦丁堡面临直接威胁的时候，会有边防军和其他行省的军队前来增援。而在这一次，十字军所带来的危险突然而至，令守军顿时处于较大的劣势。十字军的目标是将阿莱克修斯四世扶上帝位，从而获得他曾經许诺过的丰厚报酬。科农·白求恩向现任的皇帝阿莱克修斯三世派来的特使下最后通牒，后者正是从阿莱克修斯四世的父亲伊萨克二世手中夺走皇位。拜占庭的公民对被废黜的皇帝和被流放的皇子毫不关心，因为拜占庭从未采用过世袭制的继承法，兄弟之间宫廷斗争也不像西方那样被认为是非法的。十字军向着君士坦丁堡城郊的迦克墩和斯库塔利发起第一次进攻，但被击退。他们在一场骑士战中以少胜多，凭借80名法兰西骑士击败500名拜占庭人。

### 君士坦丁堡之围

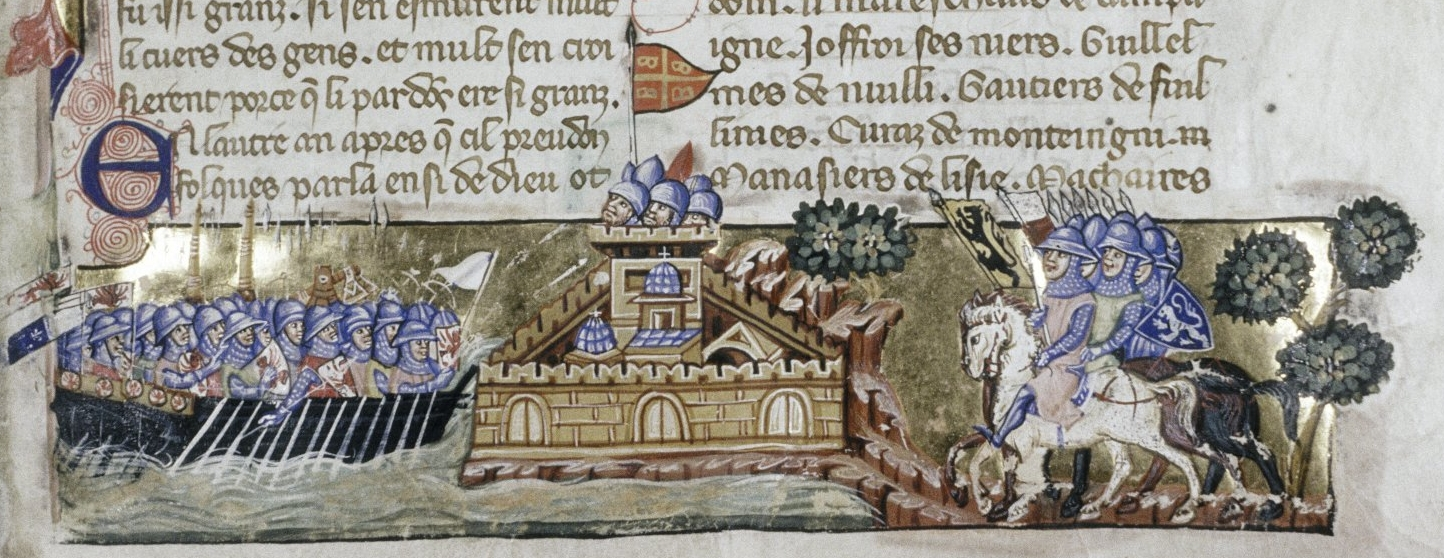
十字军进攻君士坦丁堡，约1330

若想要征服君士坦丁堡，首先要做的是横渡博斯普鲁斯海峡。约有200艘商船、运输船和桨帆战舰载着十字军士兵透过这条狭窄的海峡。阿莱克修斯三世则将他的军队布阵在加拉塔郊区以北的海岸线上。十字军的骑士从运输船中一涌而出，拜占庭的士兵们向南遁走。十字军紧随其后，并袭击了位于加拉塔的塔。这些塔是君士坦丁堡巨型铁链的最北段，铁链封锁住金角湾。塔内驻扎着一支由英格兰人、丹麦人和意大利人组成的雇佣兵军团。7月6日，十字军最大的战舰“天鹰（Aquila）”冲破铁链。铁链的一部分后来被送到阿尔切，用于增加圣地的防御能力。
在十字军围攻加拉塔的塔的时候，守军曾經多次尝试过突围，此举取得的成功非常有限，很多时候都伴随流血伤亡。有时候，当守军试图突围却未能及时撤退到塔内的安全地带时，十字军会残忍回击，在他们试图逃跑的时候，将他们推入淹死在博斯普鲁斯海峡中。该塔迅速被占领，现在，金角湾向十字军将士们敞开大门，威尼斯的舰队进入其中。十字军让十艘桨帆船沿着君士坦丁堡航行，向城内的人民展示王子阿莱克修斯，也就是将来的阿莱克修斯四世；而君士坦丁堡城墙内的人却嘲笑十字军，竟然妄想扶持一个年轻伪装者来作为他们的解放者。

### 洗劫君堡

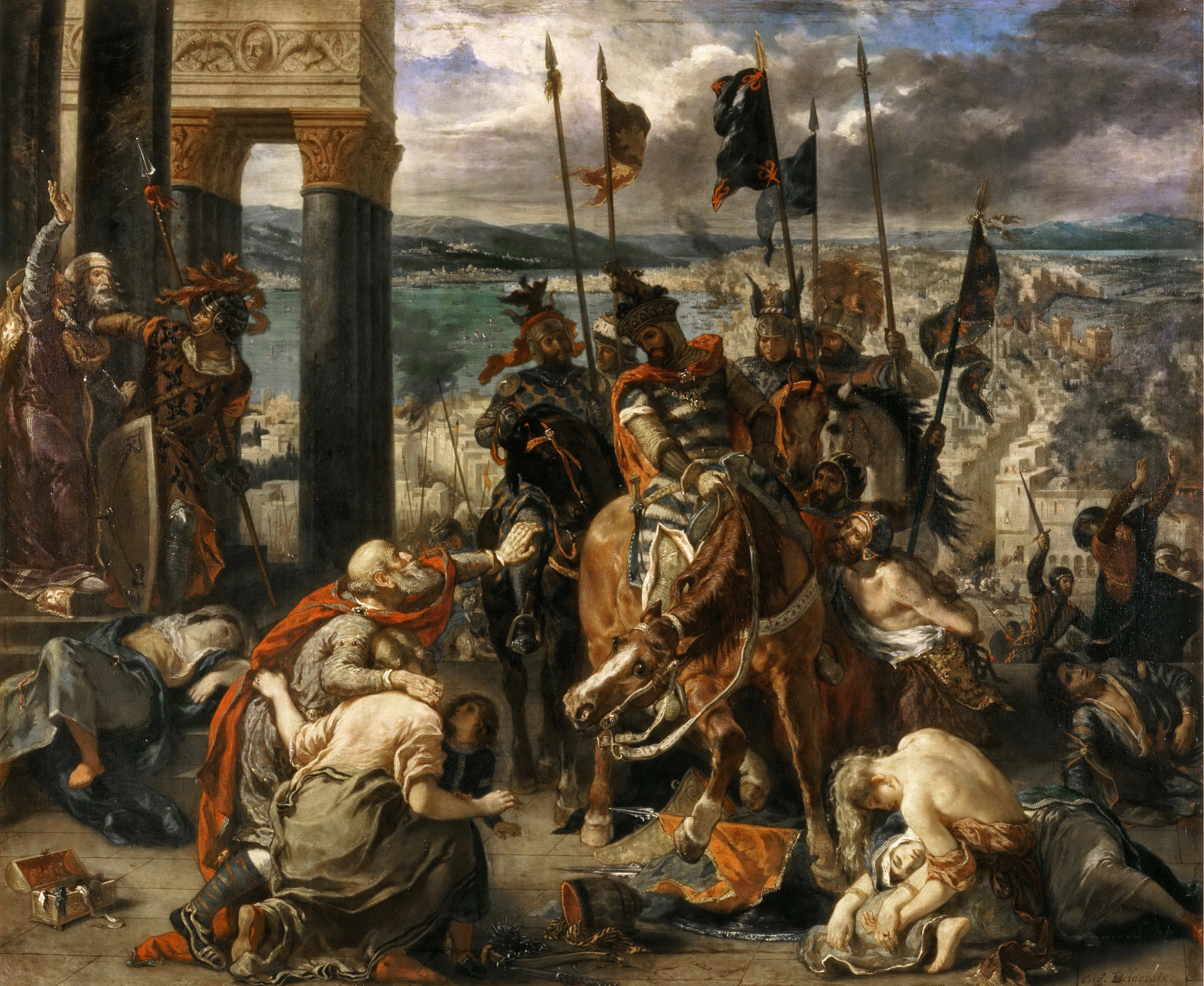
欧仁·德拉克罗瓦所绘制的《十字军攻入君堡》，第四次十字軍東征中最著名行動是攻陷基督教城市君士坦丁堡

## 結果
根據條約，拜占庭帝國被威尼斯和十字軍東徵的領導人瓜分；建立以君士坦丁堡為基地的拉丁帝國。儘管公民們似乎認為博尼法斯是新皇帝，但他並沒有被選為新皇帝；威尼斯人認為他與前帝國有太多聯繫，因為他的兄弟蒙特費拉的雷尼爾（Renier of Montferrat）曾在12世紀70和80年代與皇后瑪麗亞·科穆寧（Maria Komnene）結婚，而且威尼斯人認為博尼法斯會更青睞熱那亞人而不是威尼斯人，因為蒙費拉北部熱那亞的邊境。相反，他們讓佛蘭德斯的鮑德溫登上了王位。博尼法斯後來建立了塞薩洛尼基王國，這是新拉丁帝國的一個附庸國。威尼斯人也在愛琴海建立了群島公國。同時拜占庭難民建立了自己的殘餘國家，其中最著名的是狄奧多·拉斯卡里斯（阿萊克修斯三世的親戚）統治下的尼西亞帝國、特拉布宗帝國和伊庇魯斯專制國，這在拉丁語中被稱為罗马帝国土地的分割（拉丁語：Partitio terrarum imperii Romane）。